# Perth (Australië)
Perth is de hoofdstad van de Australische deelstaat West-Australië. Het ligt in het zuidwesten van Australië.
Het is een metropool met veel randsteden en -gemeenten. Greater Perth telde 2.116.647 inwoners tijdens de volkstelling van 2021. Perth ligt aan de westkust van Australië nabij de Indische Oceaan, aan de monding van de rivier de Swan. De stad wordt tot de leefbaarste (21e in 2019) steden ter wereld gerekend.
De stad ligt op grote afstand van andere bevolkingscentra in Australië. De luchthaven Perth International Airport is de op drie na drukste luchthaven van het land. Een spoorlijn, de Trans-Australian Railway, verbindt Perth met Adelaide, de dichtstbijzijnde grote stad, op 2700 kilometer afstand.
De eerste nederzetting werd in 1829 gesticht door kapitein James Stirling.
In Perth waren de fabrieken van een tweetal Australische automerken gevestigd. Ook kent de stad twee Australian Football-teams.

## Geschiedenis

### De inheemse bevolking
Uit archeologisch onderzoek blijkt dat de Australische Aborigines reeds 38.000 jaar geleden in de omgeving van Perth leefden. Ten tijde van de Europese kolonisatie leefden de Nyungah als jager-verzamelaars in het zuidwesten van West-Australië. De waterrijke gebieden van de kustvlakte rondom de rivier de Swan waren van spiritueel belang voor de inheemse bevolking - ze kwamen in de droomtijdverhalen voor - en ze waren een belangrijke bron van voedsel.
De Nyungah noemden de omgeving waar Perth zou ontstaan 'Boorloo'. 'Boorloo' maakte deel uit van het leefgebied van de Nyungahstam de Mooro. Yellagonga was de leider van de Mooro toen de Britten zich er vestigden. Hij stierf in 1843. De Mooro was slechts een van meerdere Nyungahstammen die in het stroomgebied van de rivier de Swan leefden en maakte deel uit van de Whadjuk dialectgroep. De Whadjuk was een van de veertien dialectgroepen die de socio-linguistieke Nyungahgroep vormden, soms ook de Bibbulmun genoemd.
Op 19 september 2006 bepaalde het 'Federal Court of Australia' in 'Bennell v State of Western Australia' dat de Nyungah een geldende native title-eis over Perth hadden. Twee jaar later werd de eis weer verworpen.

### Vroege Europese waarnemingen
De Portugezen waren in de jaren 1520 vermoedelijk de eerste Europeanen die de Australische westkust waarnamen. De Nederlanders volgden in hun spoor in het begin van de 17e eeuw. De eerste gedocumenteerde Europese waarneming van de rivier de Swan gebeurde door Willem de Vlamingh op 10 januari 1697. Hij verkende en benoemde de rivier de Swan en Rottnesteiland. Een Franse expeditie onder leiding van Nicolas Baudin bracht de rivier de Swan in 1801 een heel eind in kaart.

### De kolonie aan de rivier de Swan

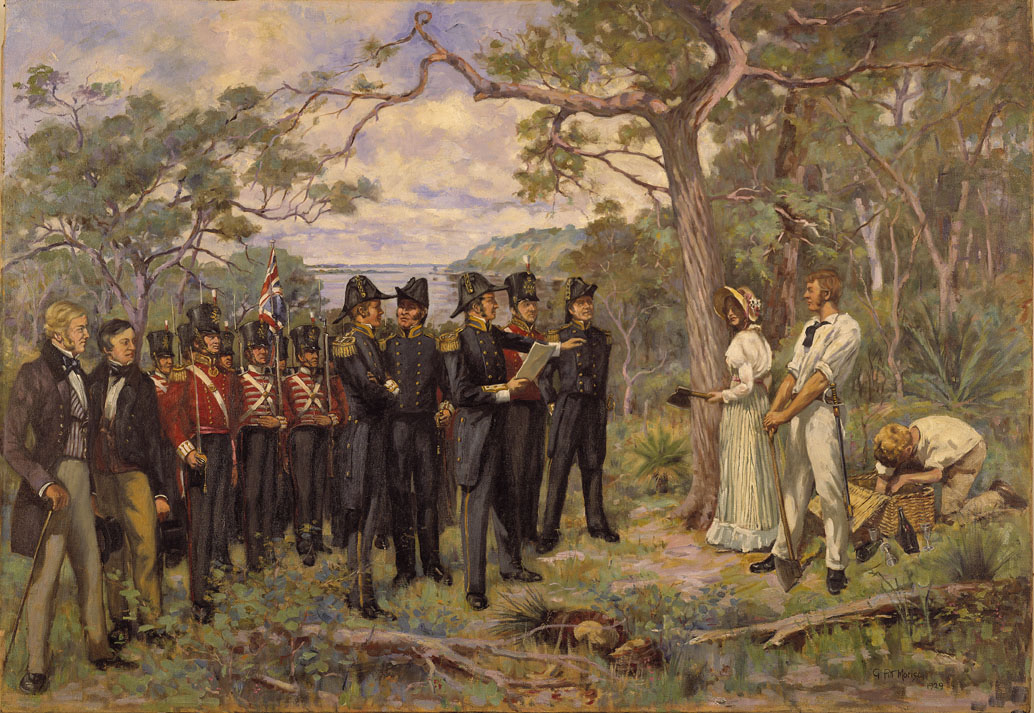
De ceremoniële stichting van Perth op 12 augustus 1829 door George Pitt Morison

In de hoop de handel met het oosten te faciliteren en uit angst voor het in Franse handen vallen van het westelijke deel van het Australische continent gelastte de Britse overheid de gouverneur van de kolonie New South Wales om er nederzettingen te ontwikkelen. In 1824 werd een nederzetting op Melville-eiland opgericht en in 1826 een aan de King George Sound. Kapitein James Stirling was echter van mening dat een nederzetting aan de monding van de rivier de Swan geschikter was. Hij verkende de rivier in 1827, lobbyde in 1828 in Londen en stichtte in 1829 de kolonie aan de rivier de Swan. Stirling noemde de hoofdplaats van de kolonie Perth, op vraag - en naar de geboorteplaats - van George Murray, het toenmalige hoofd van het Colonial Office. Op 12 augustus 1829 werd Perth officieel gesticht. De gelegenheid werd gesymboliseerd door het vellen van een boom door Helen Dance, de echtgenote van kapitein Dance van de HMS Sulphur.
John Septimus Roe tekende de plattegronden van Perth, Fremantle en Guildford. In Guildford werd de landbouwproductie voor uitvoer ingescheept om de Swan afgevaren te worden, Fremantle was de zeehaven en Perth het administratieve en militaire centrum van de kolonie. De drie centra ontwikkelden zich slechts traag.
Hoewel de relaties met de Nyungah bij aanvang vriendschappelijk waren, leidde de groei van de kolonie, en het bezetten en in cultuur brengen van almaar meer grondgebied, tot conflicten. Whadjukstamoudste Midgegooroo werd in 1833 geëxecuteerd en zijn zoon Yagan vermoord. In 1834 vond het bloedbad van Pinjarra plaats. Toen Yellagonga in 1843 stierf was zijn stam uiteengevallen en van haar gebied verdreven. Verscheidene stamleden trokken zich naar het noorden terug, naar Third Swamp of 'Boodjamooling', het latere Hyde Park.

### Strafkolonie en de vondst van goud

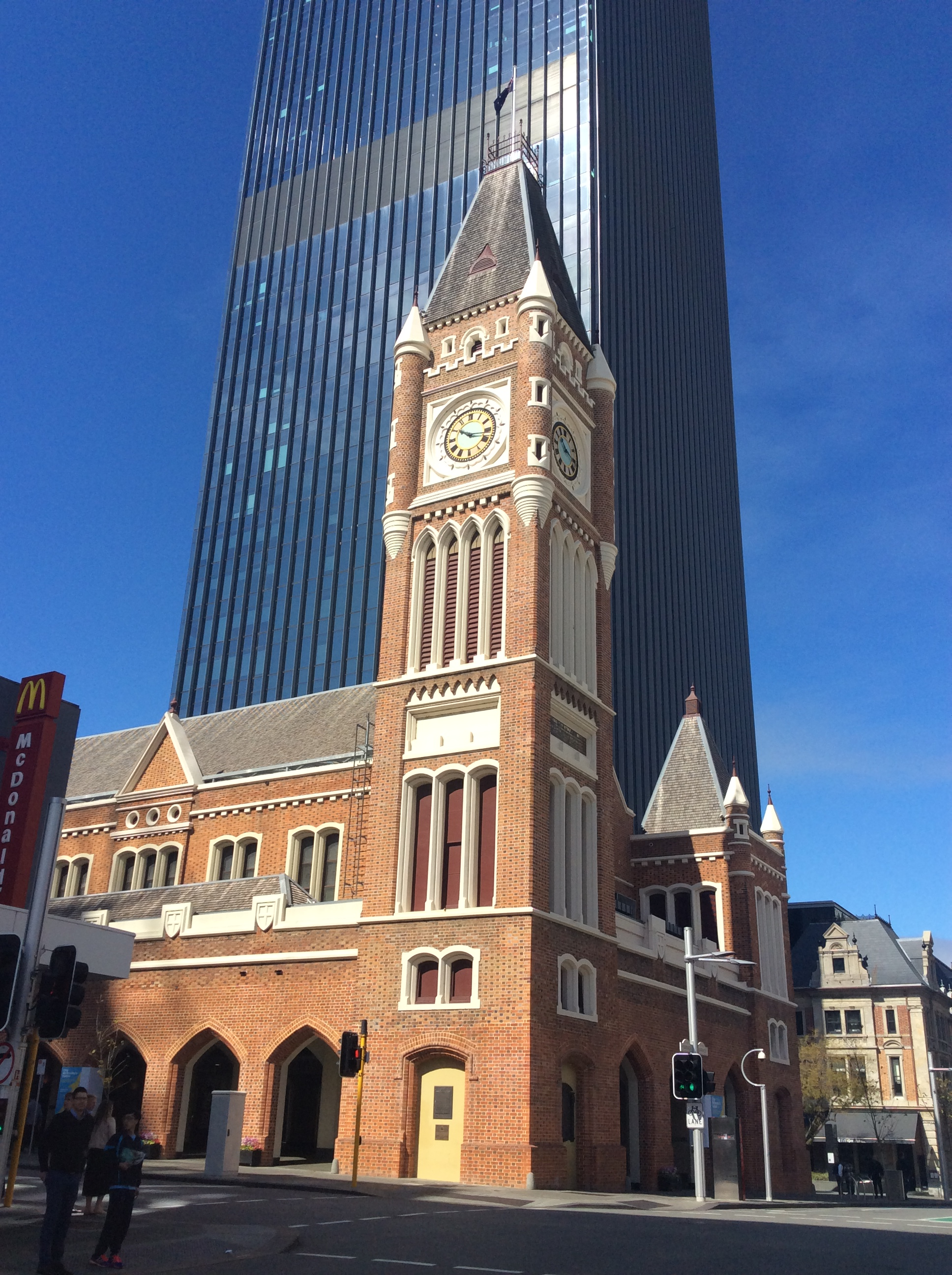
Het door gevangenen gebouwde stadhuis van Perth

Terwijl de gevangenentransporten naar de oostelijke kolonies begonnen af te nemen, werd West-Australië in 1850 op vraag van haar landbouwers en ondernemers vanwege het tekort aan arbeidskrachten een strafkolonie. Op een kleine twintig jaar tijd zouden bijna tienduizend Britse gevangenen in de kolonie arriveren.
In 1854 verleende koningin Victoria Perth de stadsstatus. De eerste vergadering van de 'Perth City Council' vond op 10 december 1858 plaats. In 1877 werd Perth door middel van een telegraaflijn met Adelaide verbonden. In 1881 werd de Eastern Railway van Fremantle naar Guildford en in 1898 de Armadale Line van Perth naar Armadale geopend.
Op het einde van de 19e eeuw werd rondom Coolgardie en Kalgoorlie goud ontdekt. De goldrush die daarop volgde deed de bevolking van Perth enorm toenemen.

### Het gemenebest en later
In 1901 trad West-Australië toe tot het gemenebest Australië. Het was de laatste Australische kolonie die tot het gemenebest toetrad en deed dit slechts na een aantal toegevingen van de andere kolonies. Zo zou onder meer een spoorweg tussen Port Augusta en Kalgoorlie, de Trans-Australian Railway, worden aangelegd waardoor Perth met de oostelijke staten werd verbonden. Perth werd de hoofdstad van de Australische deelstaat.
Perths eerste universiteit, de universiteit van West-Australië, opende in 1911 de deuren. In 1930 werd de stad door middel van een telefoonlijn naar Adelaide met het Australische telefoonnet verbonden.
In de jaren 1960 en doorheen de jaren 1970 beleefde de West-Australische mijnbouw weer een hoogconjunctuur. Hierdoor veranderde de skyline van Perths CBD aanzienlijk. De stad werd in 1962 bekend als de 'City of Lights' nadat de bevolking - die toen uit een half miljoen inwoners bestond - de verlichting aanstak toen de Amerikaanse ruimtevaarder John Glenn in de Friendship 7 in een baan om de aarde over Perth vloog. In 1998 werd dit nog eens overgedaan. In 1992 werd de spoorweg afgewerkt die Perth met Joondalup verbindt.
Tussen 2005 en 2015 beleefde de mijnbouw in West-Australië weer hoogdagen. Na Japan in de jaren 1960-70 dreef nu China de grondstoffenvraag naar ongeziene hoogte. De bevolking van de stad groeide stevig en de infrastructuur evolueerde maar met moeite mee. Veel mijnwerkers woonden in de stad en werkten onder FIFO-regelingen. De kosten van levensonderhoud in Perth stegen navenant en de stad werd de duurste van alle Australische steden.

### Tijdlijn
| 8-16 maart 1827  | Verkenning van de rivier de Swan door James Stirling. |
| 3 juni 1829      | Het schip Parmelia, met aan boord onder meer James Stirling en John Septimus Roe, vaart de Cockburn Sound in. |
| 17 juni 1829     | Officiële uitroeping van de kolonie aan de rivier de Swan. |
| 12 augustus 1829 | Officiële stichting van de stad Perth. Helen Dance, echtgenote van kapitein Dance van het schip HMS Sulphur, hakt bij die gelegenheid een boom om.                                                                 |
| 1836             | Het Old Court House wordt gebouwd. |
| 1854             | Perth wordt officieel een stad en krijgt gasverlichting. |
| 1870             | Het stadhuis van Perth wordt gebouwd. |
| 1872             | Kings Park krijgt zijn naam. |
| 1877             | Perth wordt door middel van een telegraaflijn met Adelaide verbonden. |
| 1881             | De spoorweg tussen Perth en Guildford wordt geopend. |
| 1888             | De 'St George's Cathedral' wordt gebouwd. |
| 1893             | Het door George Temple-Poole ontworpen 'Perth Station' opent. |
| 1898             | Perth Zoo en de Armadale Line openen. |
| 1893             | De South Western Railway naar Bunbury wordt in dienst genomen. |
| 1899             | 'Queens Gardens' wordt ontwikkeld, Perths munthuis opent en elektrische trams beginnen te rijden. |
| 1911             | De Universiteit van West-Australië wordt opgericht. |
| 1958             | Het tramnet wordt uit dienst genomen. |
| 1973             | De 'Perth Concert Hall' opent. |
| 1976             | De 'AMP Building' wordt rechtgetrokken. |
| 1978             | De 'Governor Stirling Tower' wordt gebouwd. |
| 1988             | De 'Bank West Building' opent. |
| 1991             | De 'Exchange Plaza' wordt gebouwd. |
| 1992             | De spoorweg tussen Perth en Joondalup wordt afgewerkt. De hoogste wolkenkrabber van de stad, de 226 meter hoge 'Central Park', wordt rechtgetrokken.                                                               |
| 2001             | De 'Swan Bells Tower' opent. |
| 2007             | De spoorweg naar Mandurah wordt in dienst genomen. |
| 2013             | De eerste fase van het PTA-project 'Perth City Link' wordt afgewerkt. De spoorweg uit Fremantle wordt ondergronds gelegd. Erboven werd onder meer de Perth Arena gebouwd en een plein ter ere van Yagan aangelegd. |
| 2016             | 'Elisabeth Quay' wordt afgewerkt. De tweede fase van 'Perth City Link' wordt tot een goed einde gebracht: een ondergronds busstation vervangt het 'Wellington Street Bus Station'.                                 |

## Geografie

### Central business district

Begrenzende LGA's volgens het 'Metropolitan Region Scheme'

Het hart van Perth is het central business district (CBD). Het CBD wordt in het zuiden en oosten door de rivier de Swan begrensd, door 'Kings Park' in het westen en door Northbridge in het noorden. Het PTA-project 'Perth City Link' legde de spoorwegen die het CBD en Northbridge scheidden in het tweede decennium van de 21e eeuw ondergronds. Hierdoor kwam plaats vrij voor de Perth Arena, vier kantoorgebouwen en 'Yagan Square', een plein ter ere van Yagan.
'St Georges Terrace' is de belangrijkste straat van het CBD en loopt parallel met de rivier de Swan. Er staan veel hoge kantoorgebouwen waarin multinationals en grote bedrijven zijn gevestigd. Bars, restaurants en winkels bedienen de werkende mens. 'Central Park', met een hoogte van 226 meter, is de hoogste wolkenkrabber van de stad. 'Hay Street' en 'Murray Street' staan bekend als winkelstraat.

### Perth Metropolian Area
De stadsagglomeratie Perth strekt zich over een afstand van ongeveer 125 kilometer van Two Rocks in het noorden tot Singleton in het zuiden uit, en over een afstand van ongeveer 50 kilometer van de kust in het westen tot Mundaring in het oosten. De agglomeratie heeft aldus een oppervlakte van meer dan 6.400 vierkante kilometer.
Volgens de 'Planning and Development Act 2005' bestaat de stadsagglomeratie uit dertig lokale bestuursgebieden (LGA's). De lokale bestuursgebieden die haar begrenzen zijn de City of Wanneroo en de City of Swan in het noorden, de Shire of Mundaring, de City of Kalamunda en de City of Armadale in het oosten, de Shire of Serpentine-Jarrahdale in het zuidoosten en de City of Rockingham in het zuidwesten. Rottnesteiland en Garden Island liggen voor de westkust en maken er eveneens deel van uit. De afbakening komt overeen met die van het 'Metropolitan Region Scheme' (MRS) en de 'Perth Major Statistical Division' van het Australian Bureau of Statistics (ABS).
De begrenzing van de stadsagglomeratie wordt soms ook anders gedefinieerd. 'Greater Perth' of de 'Greater Capital City Statistical Area' van het ABS bevat naast bovenstaande dertig LGA's ook nog de City of Mandurah en de 'Pinjarra Level 2 Statistical Area' van de Shire of Murray.
De onderverdeling in LGA's van de stadsagglomeratie Perth volgens het MRS:
| LGA                            | Hoofdplaats      | Oprichtingsjaar | Oppervlakte in km² | Bevolking 2021 |                  |          |      |     |        |
| ------------------------------ | ---------------- | --------------- | ------------------ | -------------- | ---------------- | -------- | ---- | --- | ------ |
| LGA                            | Hoofdplaats      | Oprichtingsjaar | Oppervlakte in km² | Bevolking 2021 | City of Armadale | Armadale | 1894 | 560 | 94.184 |
| Town of Bassendean             | Bassendean       | 1901            | 10                 | 15.932         |                  |          |      |     |        |
| City of Bayswater              | Morley           | 1897            | 35                 | 69.283         |                  |          |      |     |        |
| City of Belmont                | Cloverdale       | 1898            | 40                 | 42.257         |                  |          |      |     |        |
| Town of Cambridge              | Floreat          | 1994            | 22                 | 28.876         |                  |          |      |     |        |
| City of Canning                | Cannington       | 1907            | 65                 | 95.860         |                  |          |      |     |        |
| Town of Claremont              | Claremont        | 1898            | 5                  | 11.284         |                  |          |      |     |        |
| City of Cockburn               | Spearwood        | 1871            | 168                | 118.091        |                  |          |      |     |        |
| Town of Cottesloe              | Cottesloe        | 1895            | 3,9                | 7.970          |                  |          |      |     |        |
| Town of East Fremantle         | East Fremantle   | 1897            | 3,1                | 7.819          |                  |          |      |     |        |
| City of Fremantle              | Fremantle        | 1871            | 19                 | 31.930         |                  |          |      |     |        |
| City of Gosnells               | Gosnells         | 1907            | 127                | 126.376        |                  |          |      |     |        |
| City of Joondalup              | Joondalup        | 1998            | 99                 | 160.003        |                  |          |      |     |        |
| City of Kalamunda              | Kalamunda        | 1897            | 324                | 58.762         |                  |          |      |     |        |
| City of Kwinana                | Kwinana          | 1954            | 120                | 45.867         |                  |          |      |     |        |
| City of Melville               | Booragoon        | 1900            | 53                 | 103.523        |                  |          |      |     |        |
| Town of Mosman Park            | Mosman Park      | 1899            | 4,3                | 9.169          |                  |          |      |     |        |
| Shire of Mundaring             | Mundaring        | 1903            | 643                | 39.166         |                  |          |      |     |        |
| City of Nedlands               | Nedlands         | 1893            | 20                 | 22.132         |                  |          |      |     |        |
| Shire of Peppermint Grove      | Peppermint Grove | 1895            | 1,1                | 1.597          |                  |          |      |     |        |
| City of Perth (CBD)            | Perth            | 1856            | 14                 | 28.463         |                  |          |      |     |        |
| City of Rockingham             | Rockingham       | 1897            | 258                | 135.678        |                  |          |      |     |        |
| Shire of Serpentine-Jarrahdale | Mundijong        | 1894            | 901                | 32.173         |                  |          |      |     |        |
| City of South Perth            | South Perth      | 1892            | 19,8               | 43.405         |                  |          |      |     |        |
| City of Stirling               | Stirling         | 1871            | 105                | 226.369        |                  |          |      |     |        |
| City of Subiaco                | Subiaco          | 1896            | 5,6                | 17.267         |                  |          |      |     |        |
| City of Swan                   | Midland          | 1871            | 1.043              | 152.974        |                  |          |      |     |        |
| Town of Victoria Park          | Victoria Park    | 1994            | 18                 | 36.889         |                  |          |      |     |        |
| City of Vincent                | Leederville      | 1994            | 11                 | 36.537         |                  |          |      |     |        |
| City of Wanneroo               | Wanneroo         | 1902            | 683                | 209.111        |                  |          |      |     |        |

### Geologie

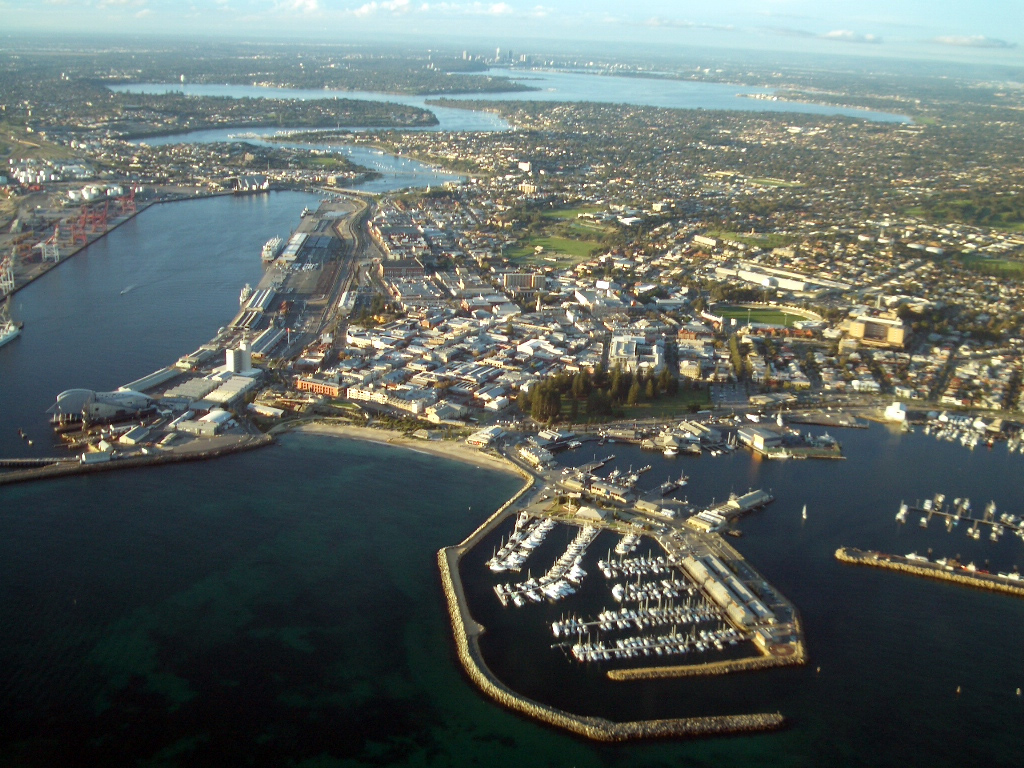
De rivier de Swan met de haven van Fremantle op de voorgrond en Perth CBD op de achtergrond

Perth ligt aan de rivier de Swan. De rivier werd door Willem de Vlamingh naar de zwarte zwaan - die hij er in 1697 waarnam - vernoemd. De inheemse bevolking noemde de rivier de 'Derbarl Yerrigan'. Het centrum van de stad en de meeste buitenwijken zijn op de vlakke zanderige 'Swan Coastal Plain' gebouwd. De vlakte ligt tussen de Darling Scarp en de Indische Oceaan. De ondergrond is er vrij onvruchtbaar en bestaat uit bedrock met daarbovenop wat men 'Karrakatta Sands' noemt.
Ten noorden van de Swan werd op de 'Perth Wetlands' gebouwd, drasland dat van 'Herdsman Lake' in het westen tot 'Claise Brook' in het oosten reikte, en doorheen de jaren grotendeels werd drooggelegd. De moerassen werden gebruikt voor waterbevoorrading, als vuilnisbelt of voor recreatie. De grond onder de moerassen en meren was rijker aan voedingsstoffen en wordt 'Herdsman Soil' genoemd.
Perth strekt zich over drie stroomgebieden uit. Het stroomgebied van de Swan en Canning, het stroomgebied van de Serpentine en Murray die in het Peel-estuarium nabij Mandurah uitmonden, en het stroomgebied van de Harvey.

### Klimaat
Perth kent een warm mediterraan klimaat, Csa volgens de klimaatclassificatie van Köppen. Van december tot maart is het warm en droog, februari is meestal de heetste maand. Een zeebries die de 'Fremantle Doctor' wordt genoemd, zorgt in de namiddag voor afkoeling. Perth is met een gemiddelde van meer dan acht uur zonneschijn per dag de zonnigste van de Australische hoofdsteden. De winters zijn mild en nat, juli is meestal de koudste maand. Perth ken een jaarlijkse gemiddelde neerslag rond 800 mm.
| Maand                                  | jan  | feb  | mrt  | apr  | mei  | jun   | jul   | aug   | sep  | okt  | nov  | dec  | Jaar  |
| -------------------------------------- | ---- | ---- | ---- | ---- | ---- | ----- | ----- | ----- | ---- | ---- | ---- | ---- | ----- |
| Gemiddeld maximum (°C)                 | 31,2 | 31,6 | 29,6 | 25,9 | 22,3 | 19,5  | 18,5  | 19,1  | 20,5 | 23,4 | 26,8 | 29,3 | 24,8  |
| Gemiddeld minimum (°C)                 | 18,1 | 18,4 | 16,8 | 13,8 | 10,4 | 8,6   | 7,9   | 8,3   | 9,6  | 11,6 | 14,4 | 16,4 | 12,9  |
|                                        |      |      |      |      |      |       |       |       |      |      |      |      |       |
| Neerslag (mm)                          | 19,1 | 13,4 | 19,7 | 35,2 | 87,7 | 127,3 | 142,3 | 124,4 | 82,7 | 38,8 | 21,7 | 10,6 | 733,2 |
| Regendagen (dag)                       | 1,7  | 1,2  | 2,5  | 4,5  | 8,7  | 11,8  | 14,4  | 13,0  | 10,9 | 5,8  | 3,7  | 2,0  | 80,2  |
| Bron: Australian Bureau of Meteorology |      |      |      |      |      |       |       |       |      |      |      |      |       |

### Afgelegen
Met twee miljoen inwoners is Perth een van 's werelds meest afgelegen grootsteden. Het ligt 2.100 kilometer in vogelvlucht van de dichtstbijgelegen grootstad, Adelaide. Perth ligt dichter bij Oost-Timor (2.800 kilometer) en Jakarta (3.000 kilometer) dan bij Australiës belangrijkste en grootste stad, Sydney (3.300 kilometer).

## Bevolking
| Historisch bevolkingsaantal    |           |
| ------------------------------ | --------- |
| Perth Statistical Division     |           |
| 1854                           | 4.001     |
| 1859                           | 6.293     |
| 1870                           | 8.220     |
| 1881                           | 9.955     |
| 1891                           | 16.694    |
| 1901                           | 67.431    |
| 1911                           | 116.181   |
| 1921                           | 170.213   |
| 1933                           | 230.340   |
| 1947                           | 302.968   |
| 1954                           | 395.049   |
| 1961                           | 475.398   |
| 1966                           | 559.298   |
| 1971                           | 703.199   |
| Greater Perth Statistical Area |           |
| 1971                           | 744.600   |
| 1976                           | 845.700   |
| 1981                           | 941.479   |
| 1986                           | 1.075.959 |
| 1991                           | 1.226.115 |
| 1996                           | 1.344.378 |
| 2001                           | 1.452.058 |
| 2006                           | 1.590.007 |
| 2008                           | 1.687.815 |
| 2010                           | 1.785.076 |
| 2016                           | 1.943.858 |
| 2021                           | 2.116.647 |

Perth is wat bevolkingsaantal betreft Australiës op drie na grootste stad en haalde Adelaide in 1984 in. In 2021 telde Greater Perth een geschatte 2.114.647 inwoners, tegenover 2.085.973 in 2019.

### Afkomst en migratie
Tot de tweede helft van de 20e eeuw waren de inwoners van Perth voornamelijk van Engelse, Ierse, Schotse of Welshe afkomst. Na de Tweede Wereldoorlog immigreerden naast Britten ook veel Italianen, Nederlanders en ontheemde Europeanen uit Centraal- en Oost-Europa. Een tweede migratiegolf in de jaren 1960 bestond uit immigranten van het Middellandse Zeegebied, al bleven Britse immigranten in de meerderheid.
Blanke Zuid-Afrikanen maken een groot deel van de meer recente migratiegolven uit. Sinds 2001 vormen de in Zuid-Afrika geboren inwoners van Perth de op drie na grootste groep, nog voor de Italianen. In 2021 woonden er 38.793 mensen afkomstig uit Zuid-Afrika in Perth. Veel Afrikaners en Anglo-Afrikanen arriveerden in de jaren 1980-90. Men gebruikte daarvoor toen de term "Packing for Perth". Perth werd toen de Australische hoofdstad van de Zuid-Afrikanen in ballingschap genoemd. Enkele redenen voor Australiës populariteit waren het vergelijkbare klimaat en familiariteit van de samenleving.
Sinds het einde van de 'White Australian Policy' in 1973 is ook Azië een bron van immigratie. Perth kent gemeenschappen uit Vietnam, Maleisië, Indonesië, Thailand, Singapore, Hong Kong, China en Indië. Een aanzienlijk deel van de wereldwijde gemeenschap van Anglo-Birmezen woont in Perth.
Er wonen ook mensen uit het Midden-Oosten in Perth. Ze komen onder meer uit Saoedi-Arabië, Syrië, Iran, Irak, Israël, Libanon, de Verenigde Arabisch Emiraten, Oman, Jemen en Afghanistan.
In Perth beschouwen 42.083 mensen of 2% van de bevolking zich als inheems (Australische Aborigines of Straat Torres-eilanders).
Uit de volkstelling van 2021 bleken de inwoners van Perth onderstaande afkomst opgegeven te hebben:
- Engels: 37,1%
- Australisch: 28%
- Iers: 8,8%
- Schots: 8,7%
- Italiaans: 5,5%

### Taal
Volgens de volkstelling van 2021 sprak 74% van de bevolking van Perth thuis Engels. Andere minder voorkomende talen waren Mandarijns (2,3%), Italiaans (1,1%), Vietnamees (1,0%), Kantonees (0,9%) en Punjabi (0,9%).

### Religie
Volgens de volkstelling van 2021 was 41,8% van de bevolking van Perth niet religieus, 19,5% katholiek en 9,9% anglicaans.
Perth is de zetel van een rooms-katholiek aartsbisdom.

## Bestuur

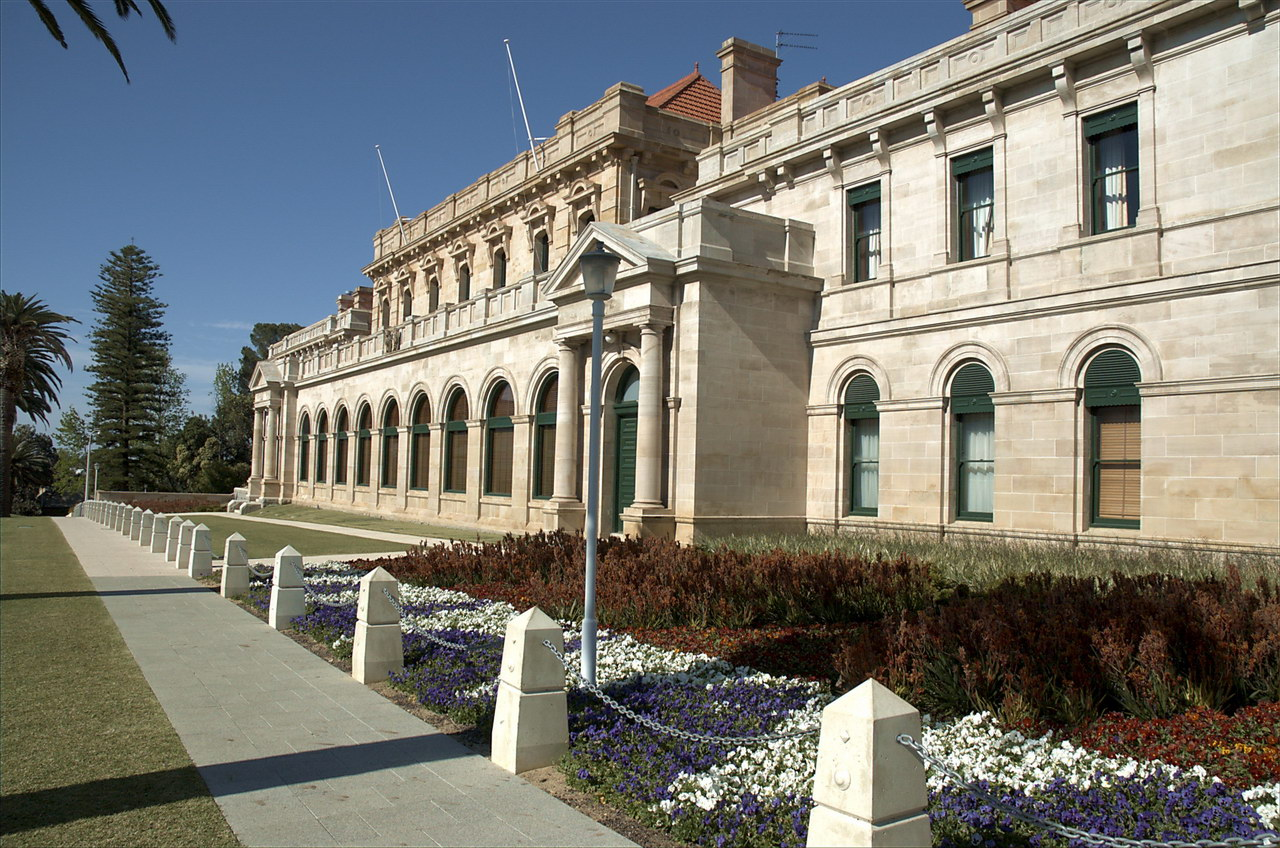
West-Australisch parlementsgebouw

Zoals overal in Australië kennen de inwoners van Perth drie bestuursniveaus: het lokale, de deelstaat en het gemenebest.

### Lokaal niveau
De stadsagglomeratie Perth bestaat uit dertig lokale bestuursgebieden, Local Government Areas. (Zie boven onder het kopje: 'Perth Metropolian Area') Perths CBD valt onder het bestuursgebied City of Perth.

### Deelstaatniveau
Perth ligt in West-Australië en is er de hoofdstad van. Het parlement van West-Australië en de gouverneur van West-Australië zetelen in de stad. Sinds 2008 worden 42 van de 59 zetels in het lagerhuis ('Legislative Assembly') en 18 van de 36 zetels in het hogerhuis door inwoners uit kiesdistricten binnen de stadsagglomeratie Perth verkozen. Voordien was het gewicht van de plattelandsstemmen nog zwaarder.
Het hooggerechtshof van West-Australië ('Supreme Court') bevindt zich in Perth met daarnaast ook nog een districtsrechtbank, een familierechtbank en enkele 'Magistrates Courts'.

### Federale niveau
West-Australië maakt deel uit van het gemenebest Australië. De inwoners van Perth worden in het federale lagerhuis ('Federal House of Representatives') door een tiental zetels vertegenwoordigd.
Het 'Federal Court of Australia' en het 'Federal Circuit Court of Australia' vinden onderdak in de 'Commonwealth Law Courts Building' in 'Victoria Avenue'. Ook de jaarlijkse zittingen van het 'High Court of Australia' in Perth vinden in dat gebouw plaats.

## Economie

Kantoorgebouwen skyline Perth

Doordat drie vierde van de West-Australische bevolking in Perth woont en het de hoofdstad van de deelstaat is, ligt het economische zwaartepunt ook in de stad. Dit niettegenstaande West-Australiës exporterende landbouw-, mijn- en petroleumsectoren vooral buiten de stad actief zijn. Sinds de jaren 1950 ontwikkelde Perth vooral een diensteneconomie. Hoewel ook diensten aan de grondstoffen- en in mindere mate de landbouwindustrie worden geleverd, werken de meeste mensen niet voor die sectoren. Ze leveren diensten aan andere inwoners van Perth.
Hoewel er in de eerste helft van de 20e eeuw in Subiaco, Fremantle en Guildford lichte industriële activiteiten plaatsvonden, bleek het goedkoper om industriële producten te importeren. Na de Tweede Wereldoorlog en de standaardisering van de spoorwijdte van de spoorweg naar de oostelijke staten werden in Kwinana, Welshpool en Kewdale ook wel wat zwaardere industriële activiteiten ontwikkeld - waaronder staalproductie met een hoogoven, een raffinaderij, een aluminiumfabriek, een nikkelfabriek en een energiecentrale. Maar de hoge bevolkingsaangroei die Perth na de Tweede Wereldoorlog kende, zag zich toch vooral tewerkgesteld in jobs in de distributie en groothandel, in toeleverings- en dienstenbedrijven, in het onderwijs, de welzijns- en gezondheidszorg en in de ambtenarij.

## Onderwijs

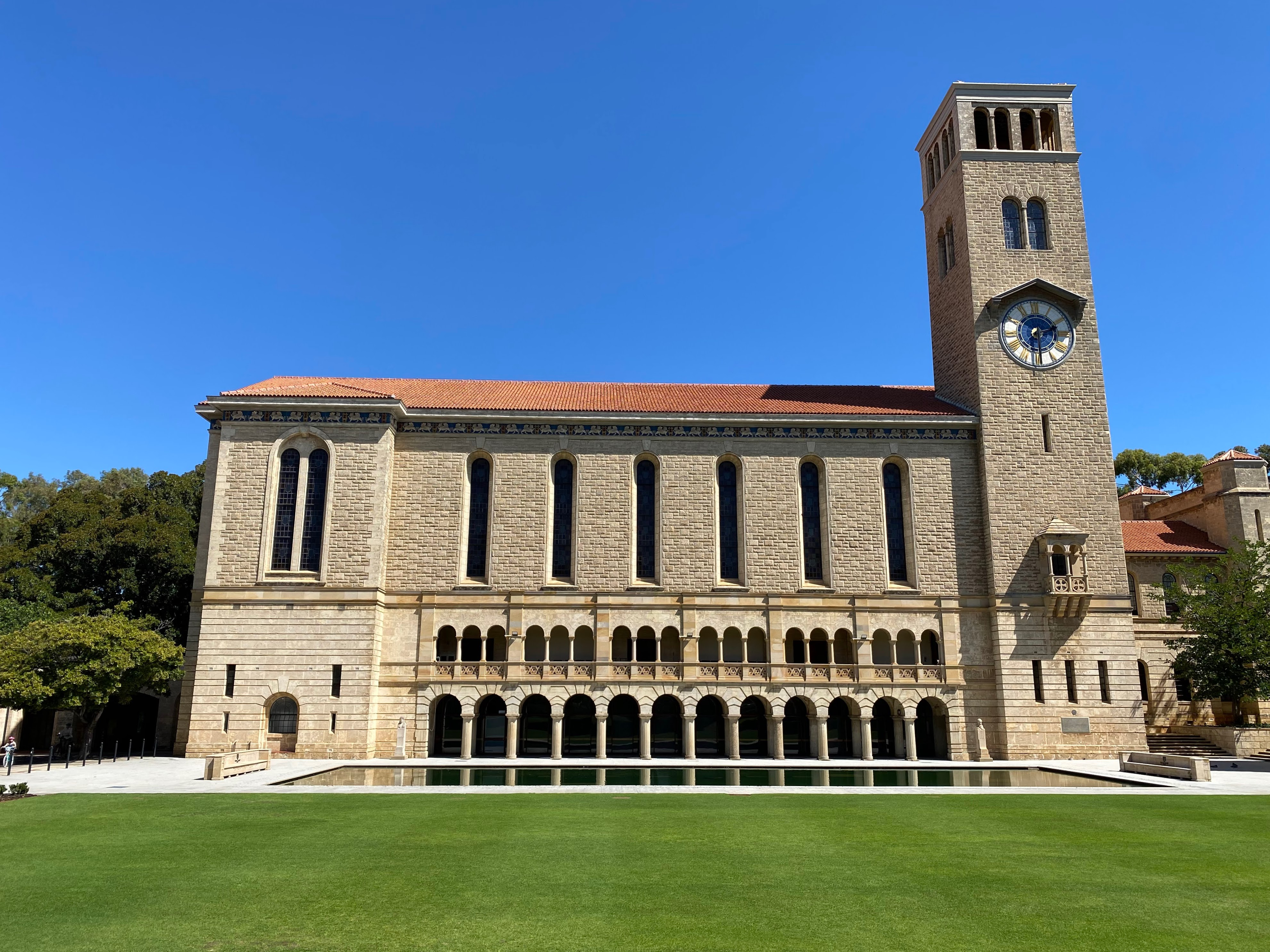
'Winthrop Hall' - universiteit van West-Australië

In West-Australië geldt een leerplicht voor jongeren tussen zes en vijftien jaar oud. Dit komt er overeen met het basis en secundair onderwijs. Daarna kan men verder studeren aan universiteiten of TAFE colleges.

### Basis en secundair onderwijs
Leerlingen kunnen zich aan publieke of private scholen inschrijven om onderwijs te volgen. Publieke scholen staan onder het bestuur van het 'Department of Education' en private scholen meestal onder het bestuur van religieuze instellingen. Leerlingen die jaar elf en twaalf van het secundair hebben afgewerkt, ontvangen een getuigschrift: het 'Western Australian Certificate of Education' (WACE).

### Tertiair onderwijs
In Perth zijn vier publieke universiteiten actief: de Universiteit van West-Australië, Murdoch University, Curtin University en de Edith Cowan University. Er is ook een private universiteit: de University of Notre Dame Australia.
De Universiteit van West-Australië is de oudste universiteit van West-Australië en werd in 1911 gesticht. De universiteit maakt deel uit van de acht belangrijkste Australische universiteiten, de 'Group of Eight'. Het is de enige West-Australische universiteit die een Nobelprijswinnaar heeft voortgebracht: Barry Marshall.
De Curtin University was voorheen gekend als de 'Western Australian Institute of Technology' (1966-1986) en de 'Curtin University of Technology' (1986-2010).
De Murdoch University, gesticht in 1973, biedt als enige (seculiere) universiteit in West-Australië dierengeneeskunde en theologie aan.
De Edith Cowan University, gesticht in 1991, is een voortzetting van de in 1970 opgerichte 'Western Australian College of Advanced Education' (WACAE). Het WACAE ontstond door de samenvoeging van Teachers Colleges van Claremont, Churchlands en Mount Lawley. De 'Western Australian Academy of Performing Arts' (WAAPA) maakt onderdeel uit van de universiteit.
De Universiteit van Notre Dame Australië, gesticht in 1989/90, is een katholieke universiteit met een hoofdcampus in Fremantle en een grote campus in Sydney. De campus in Fremantle is in historische havengebouwen uit de jaren 1890 gevestigd.
In Perth zijn twee TAFE-colleges die voorzien in handels- en beroepsonderwijs, met cursussen die naar certificaten en diploma's leiden: de 'North Metropolitan TAFE' en de 'South Metropolitan TAFE'.

## Media

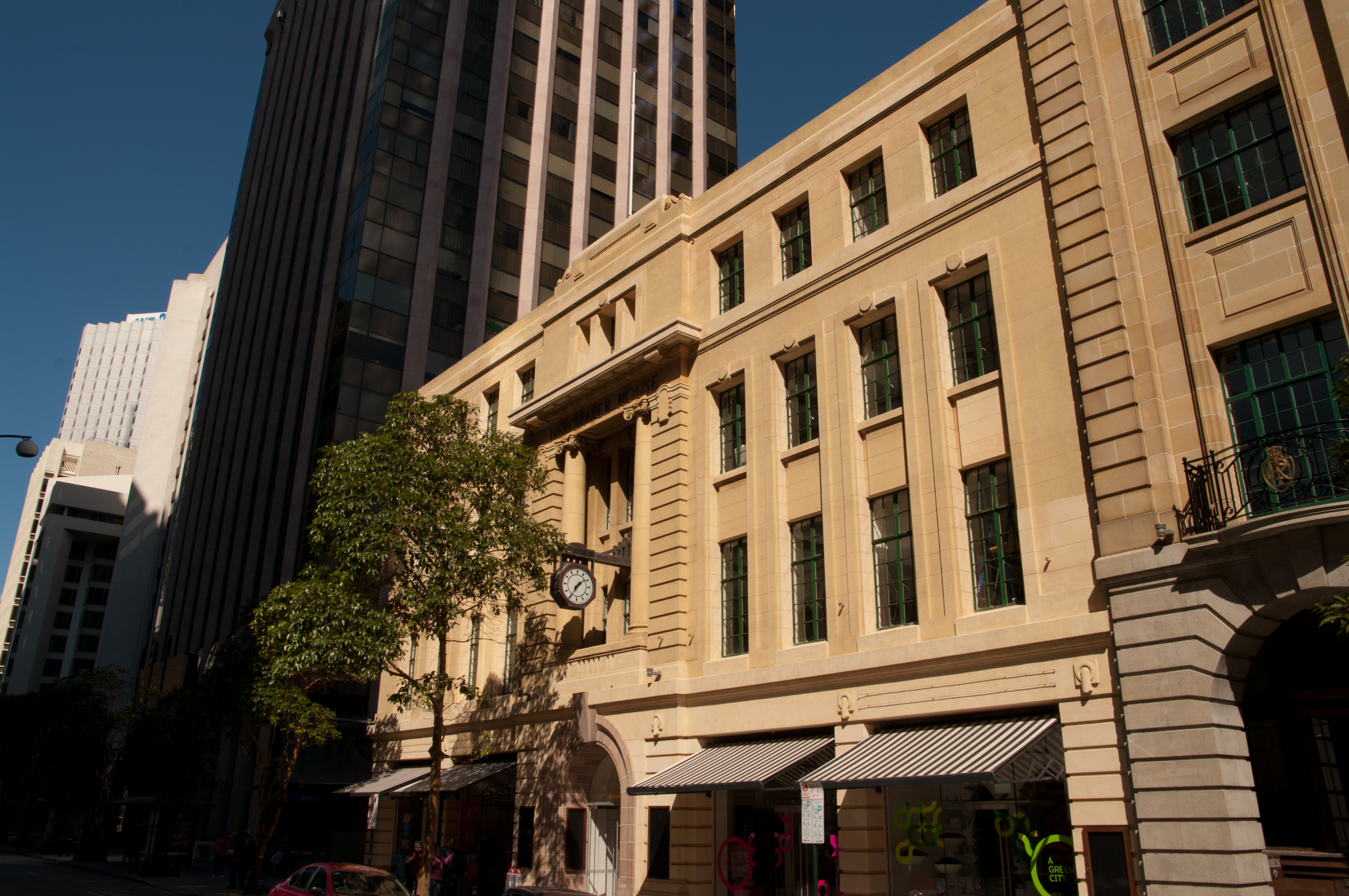
ABC's 'Newspaper House'

In Perth kan men dertig free-to-air-televisiekanalen ontvangen. De meeste kanalen worden door ABC, SBS, Seven, Nine en Ten verzorgd. Foxtel biedt een satelliet- en kabeltelevisiedienst op abonnementsbasis aan.
De belangrijkste kranten in Perth zijn de The West Australian en The Sunday Times. Nationale en internationale kranten als The Australian en The Guardian zijn verkrijgbaar. Verschillende gebieden in de stad hebben gratis plaatselijke kranten. Perth heeft ook een lokale zakenkrant, Business News. The West Australian verzorgt de onlinenieuwswebsite 'TheWest.com.au', 'Perth Now' komt van de redactie van The Sunday Times en 'WAToday' is in handen van Nine Entertainment Co.
De belangrijkste radiostations in Perth zijn: 6EBA, 6PR, 96 FM, 98.5 Sonshine FM, 990 6RPH Information Radio, ABC Perth, Curtin FM 100.1, Groove FM (Perth), Mix 94.5, Nova 937 en RTR FM.

## Cultuur en sport

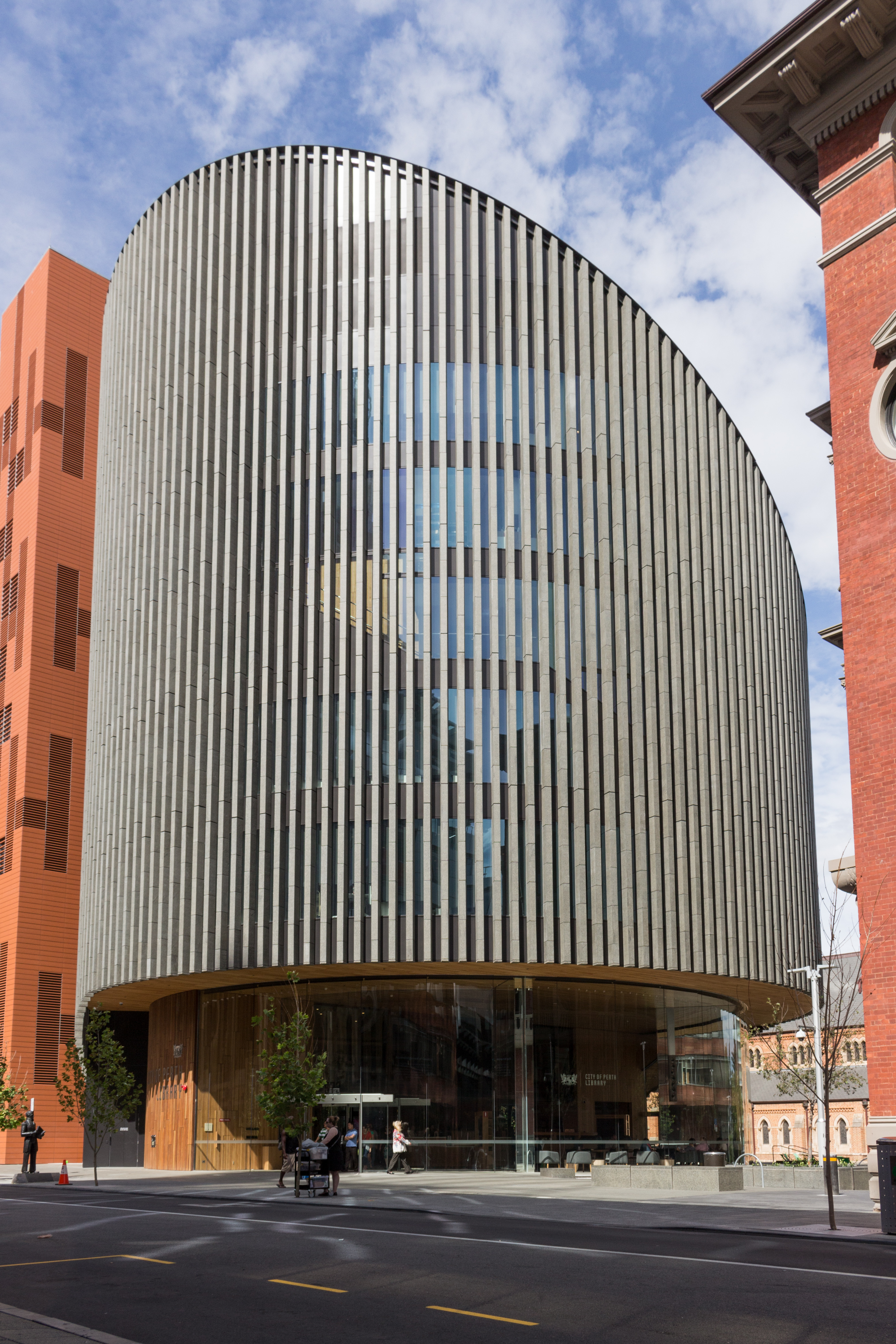
Bibliotheek van Perth

### Kunst en cultuur
Perth Cultural Centre is het gebied in de stad waar een groot deel van haar belangrijkste culturele, kunsten en onderwijsinstellingen zijn gevestigd. Men vindt er onder meer de Art Gallery of Western Australia, het museum van West-Australië, de staatsbibliotheek van West-Australië, de 'State Records Office' en het Perth Institute of Contemporary Arts (PICA). Ook het 'State Theatre Centre of Western Australia' is er gelegen. De 'Black Swan State Theatre Company' en de 'Perth Theatre Company' vinden er onderdak.
Enkele andere gezelschappen die in Perth podiumkunsten brengen: het 'West Australian Ballet', de 'West Australian Opera', het 'West Australian Symphony Orchestra' en de 'Western Australian Youth Orchestras'. De 'Western Australian Academy of Performing Arts' aan de 'Edith Cowan University' leverde al heel wat acteurs en toneelspelers af. Onder meer Hugh Jackman en Lisa McCune leerden er het vak.
De belangrijkste locaties voor uitvoeringen in Perth zijn het 'Riverside Theatre' in het 'Perth Convention Exhibition Centre', de 'Perth Concert Hall', het historische 'His Majesty's Theatre', het 'Regal Theatre' in Subiaco en het 'Astor Theatre' in Mount Lawley. De grootste ruimte voor uitvoeringen is het 'Heath Ledger Theatre' in het 'State Theatre Centre', vernoemd naar de in Perth geboren acteur Heath Ledger. Perth heeft ook sportinfrastructuur die voor optredens wordt gebruikt: de 'Perth Arena', het 'Perth Stadium' (ook 'Optus Stadium' genoemd), het 'HBF Stadium' en de 'Perth Oval'. Er is ook ruimte voor openluchtconcerten in het 'Quarry Amphitheatre', de 'Supreme Court Gardens', 'Kings Park' en op 'Russell Square'.
Perth heeft heel wat artiesten geïnspireerd. John Boyle O'Reilly schreef in 1879 Moondyne, een roman over de kolonie aan de rivier de Swan. Tim Wintons roman Cloudstreet uit 1991 speelt in Perth. Verscheidene liedjes zijn aan de stad opgedragen: I Love Perth (1996) van Pavement, Perth (2011) van Bon Iver en Perth (2015) van Beirut. Onder meer volgende films werden in Perth opgenomen: Last Train to Freo (2006) , Stone Bros (2009), Drift (II) (2013), These Final Hours (2013) en Kill Me Three Times (2014).
Door zijn afgelegen ligging ontwikkelde Perth een grote eigen muziekscene. Bon Scott, de overleden voorman van AC/DC, groeide op in Perth. Rolf Harris, The Triffids, The Scientists, The Drones, Pendulum, Tame Impala en Karnivool waren of zijn allen van Perth. Onder meer de acteurs Judy Davis, Melissa George, Tim Minchin, Troye Sivan, Gemma Ward, Myles Pollard en Isla Fisher waren of zijn van Perth afkomstig.

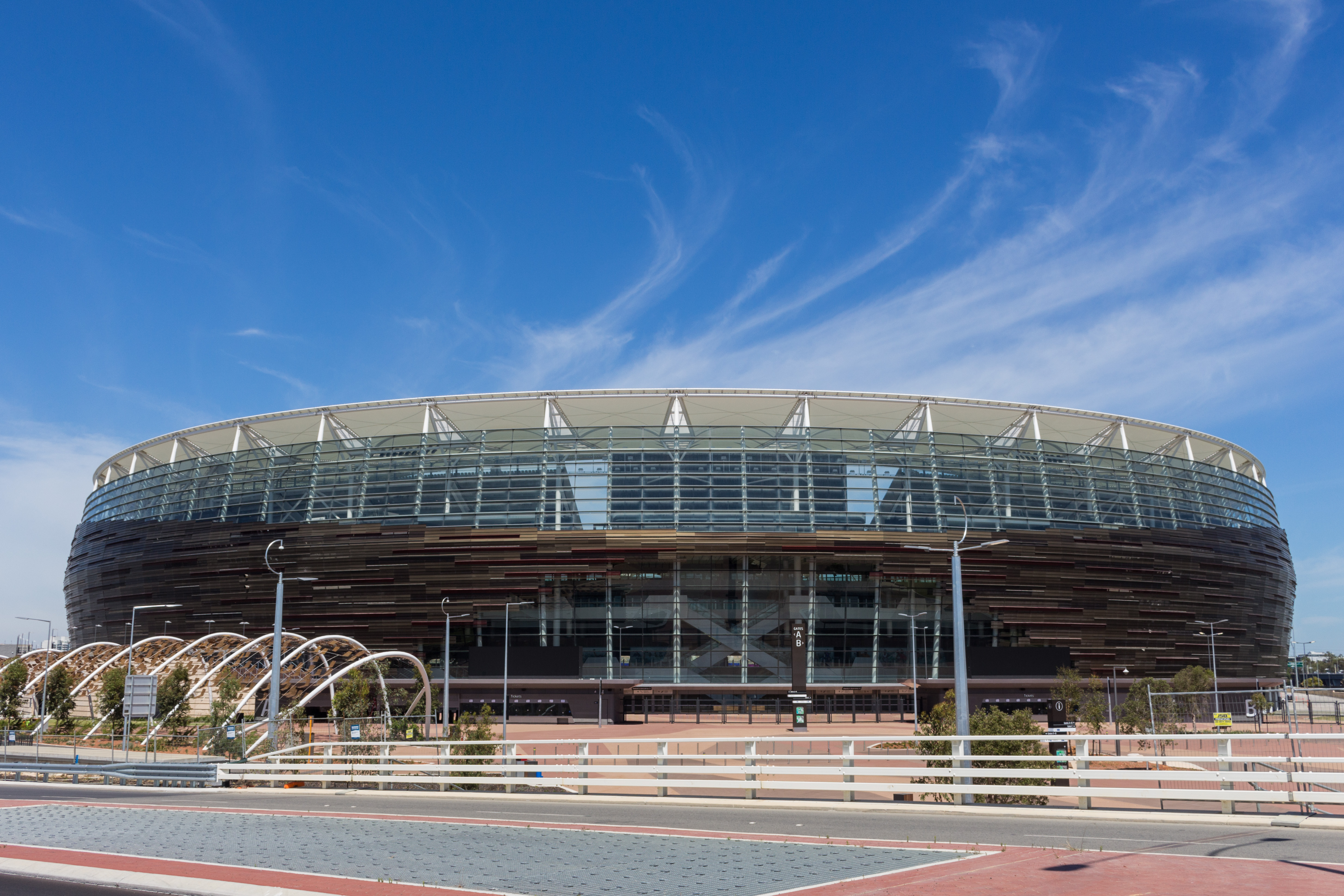
Het 'Optus Stadium'

### Sport
In 1962 mocht Perth de Commonwealth Games en in 1987 de America's Cup organiseren.
Australian football is de populairste sport in Perth. Het heeft twee ploegen in de Australian Football League: de 'West Coast Eagles' en de 'Fremantle Football Club'. West-Australië heeft ook een eigen professionele competitie met tien clubs, de 'Perth Football League', en een amateurcompetitie, de 'Western Australian Amateur Football League'.
Andere populaire sporten zijn: cricket, basketbal, voetbal en rugby union.
| Club                    | Competitie                              | Sport               | Stadium                       | Oprichting |
| ----------------------- | --------------------------------------- | ------------------- | ----------------------------- | ---------- |
| Fremantle Football Club | AFL                                     | Australian football | Optus Stadium                 | 1994       |
| West Coast Eagles       | AFL                                     | Australian football | Optus Stadium                 | 1986       |
| Perth Wildcats          | National Basketball League              | Basketbal           | Perth Arena                   | 1982       |
| Perth Lynx              | Women's National Basketball League      | Basketbal           | Bendat Basketball Centre      | 1988       |
| Perth Glory             | A-League                                | Voetbal             | HBF Park                      | 1996       |
| Perth Glory             | W-League                                | Vrouwenvoetbal      | Ashfield Reserve              | 2008       |
| Western Force           | Global Rapid Rugby                      | Rugby union         | HBF Park                      | 2005       |
| Western Force           | National Rugby Championship             | Rugby union         | UWA Sports Park               | 2007       |
| Western Force           | Super Woman                             | Rugby union         | Harvey Field Kingsway Reserve | 2018       |
| Perth Heat              | Australian Baseball League              | Honkbal             | Harley-Davidson Ballpark      | 1989       |
| West Coast Fever        | ANZ Championship                        | Netbal              | Perth Arena                   | 1997       |
| West Coast Pirates      | S.G. Ball Cup                           | Rugby league        | HBF Park                      | 2012       |
| Western Warriors        | Sheffield Shield                        | Cricket             | WACA Ground                   | 1893       |
| Perth Scorchers         | Big Bash League/Women's Big Bash League | Cricket             | Optus Stadium                 | 2011       |
| Western Fury            | Women's National Cricket League         | Cricket             | WACA Ground                   | 1996       |
| Perth Thunder           | Australian Ice Hockey League            | IJshockey           | Perth Ice Arena               | 2010       |

Nog enkele sportwedstrijden die in Perth worden of werden gehouden: de jaarlijkse Hopman Cup, het Perth International Golf Championship, de Rally van Australië van 1989 tot 2006, het wereldkampioenschap rugby 2003, het wereldkampioenschappen zwemsporten in 1991 en 1998 en de Red Bull Air Race World Series in 2006, 2007, 2008 en 2010. Sinds 1970 wordt op de 'WACA Ground' testcricket georganiseerd.

## Toerisme

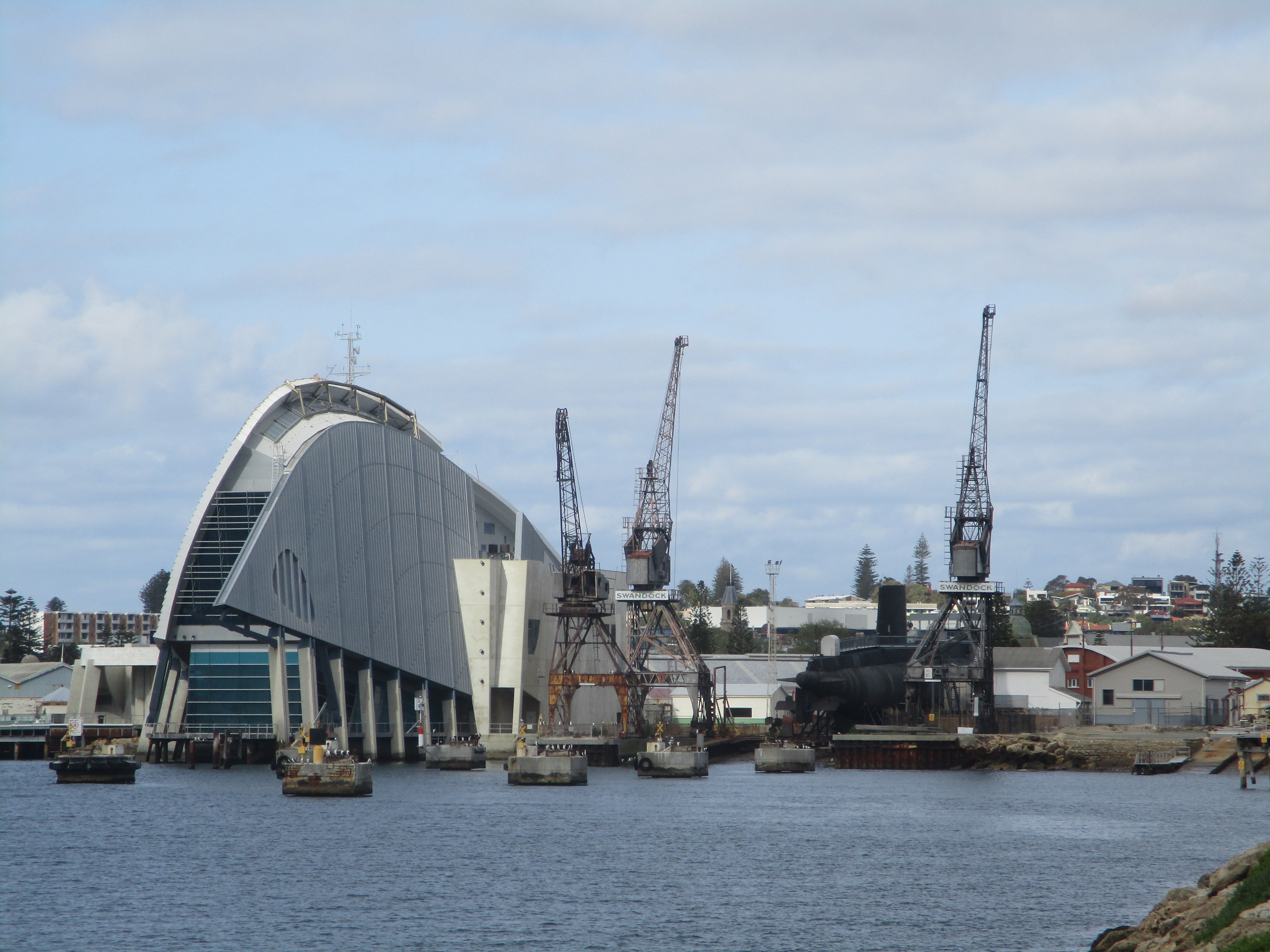
'WA Maritime Museum' in Fremantle

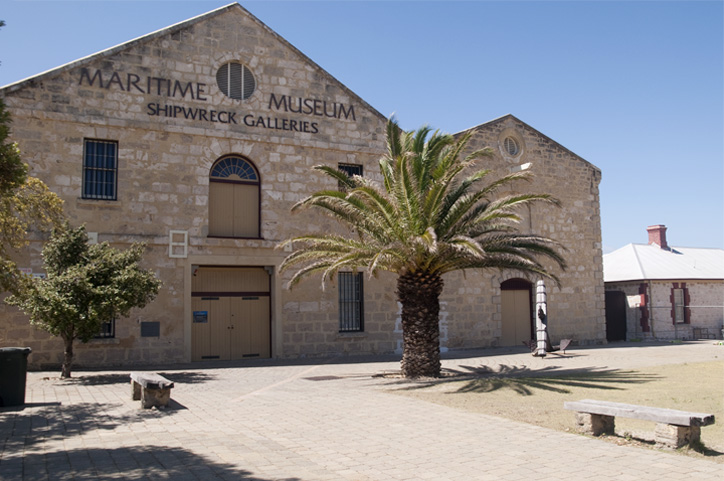
'WA Museum - Shipwreck Galleries' in Fremantle

In 2019 overnachtten meer dan 5,5 miljoen bezoekers in Perth. Bijna een miljoen daarvan kwamen van buiten Australië. De meeste toeristische bezienswaardigheden bevinden zich in het centrum, in Fremantle, aan de kust of langs de rivier de Swan.
Naast de bezienswaardigheden in het 'Perth Cultural Centre' zijn er nog tal van musea in Perth. (Zie boven onder het kopje:' Kunst en cultuur') Het 'Scitech Discovery Centre' is een interactief wetenschapsmuseum in West-Perth. Het belendende planetarium maakt er deel van uit. In Fremantle behandelen het 'WA Maritime Museum' en het 'WA Shipwrecks Museum' de maritieme geschiedenis van Perth. Ook het 'Army Museum of Western Australia' is in Fremantle gelegen. Het 'Aviation Heritage Museum' is in Bull Creek gevestigd.
In het centrum van Perth, Fremantle en enkele buitenwijken kan men onroerend erfgoed bezichtigen. Enkele van de oudste gebouwen van West-Australië bevinden er zich; het Round House in Fremantle, de 'Old Mill' in South Perth en het Old Court House stammen nog uit de jaren 1830; de 'Perth Mint' werd in 1899 gebouwd, net als de 'Supreme Court'. Recentere monumenten zijn de 45-meter hoge 'Digital Tower' en de 9-meter hoge 'Wirin' op de 'Yagan Square', en de 'Swan Bells' en de 'Spanda' op de 'Elizabeth Quay'.
Winkelen kan in enkele voetgangersstraten in het centrum van Perth: Murray Street, Hay Street en Forrest Place. Murray Street en Hay Street lopen evenwijdig en worden door winkelgalerijen verbonden. Een daarvan, de 'Piccadilly Theatre and Arcade', werd in 1988 door de National Trust geclassificeerd. Andere plaatsen om te winkelen zijn 'Harbour Town' in West Perth, de 'Fremantle Markets', 'Midland Gate' in het oosten en 'Lakeside Joondalup Shopping City' in het noorden van de stad.
Swan Valley in het noordwesten van de stad is een vruchtbare vallei langs de bovenloop van de rivier de Swan. Er zijn verschillende wijngaarden gevestigd en er loopt een toeristische autoroute (Tourist Drive 203) door. Het aan het Perth CBD grenzende 'Kings Park' is een van de grootste stadsparken ter wereld en is meer dan vier vierkante kilometer groot. Het omvat het 'State War Memorial Precinct' op 'Mount Eliza' en de 'Western Australian Botanic Garden'. Een ander bekend park is 'Hyde Park'. Whiteman Park in de noordelijke buitenwijken is een veertig vierkante kilometer groot bosgebied met wandel- en fietspaden, sportfaciliteiten, speeltuinen, toeristische treinen en trams, een motor en tractormuseum en het 'Caversham Wildlife Park'. Het 'Aquarium of Western Australia' is in de noordelijke kustwijk Hillarys gevestigd. De Perth Zoo in South Perth toont tal van inheemse en exotische dieren en heeft verschillende kweekprogramma's om bedreigde diersoorten te redden. Aan de rand van de stadsagglomeratie liggen de Avon Valley, Yanchep en John Forrest nationale parken.
Perth heeft enkele bekende stranden: 'Cottletoe Beach' en 'Scarborough Beach'. Voor de kust ligt Rottnesteiland, onder meer bekend voor zijn grote populatie quokka's.

## Infrastructuur

### Gezondheidszorg

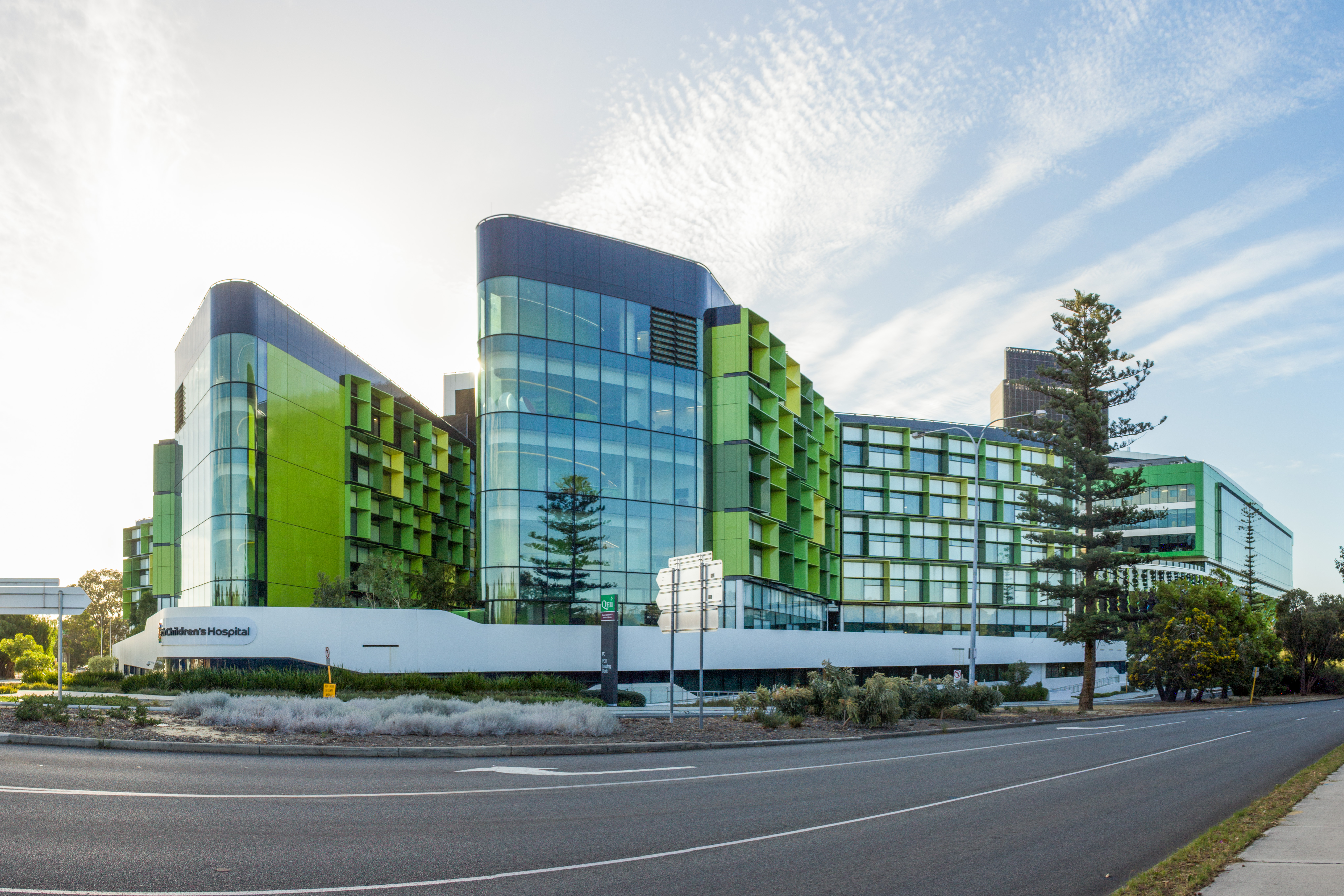
Perths kinderziekenhuis

Perth telt tien grote ziekenhuizen. Het 'Royal Perth Hospital' is het grootste ziekenhuis van de stad. De andere grote ziekenhuizen zijn over de stad verspreid:
- Armadale Kelmscott District Memorial Hospital
- Joondalup Health Campus
- King Edward Memorial Hospital for Women (Subiaco)
- Rockingham General Hospital
- Sir Charles Gairdner Hospital (Nedlands)
- St John of God Hospitals (Murdoch en Subiaco)
- Midland Health Campus (Midland)
- Fiona Stanley Hospital (Murdoch).

Verder zijn er nog een aantal kleinere publieke en private ziekenhuizen. Het 'Perth Children's Hospital' is het enige gespecialiseerde kinderziekenhuis in West-Australië. 'Graylands Hospital' is het grootste psychiatrisch ziekenhuis en het enige op zichzelf staande academisch psychiatrisch ziekenhuis.

### Transport

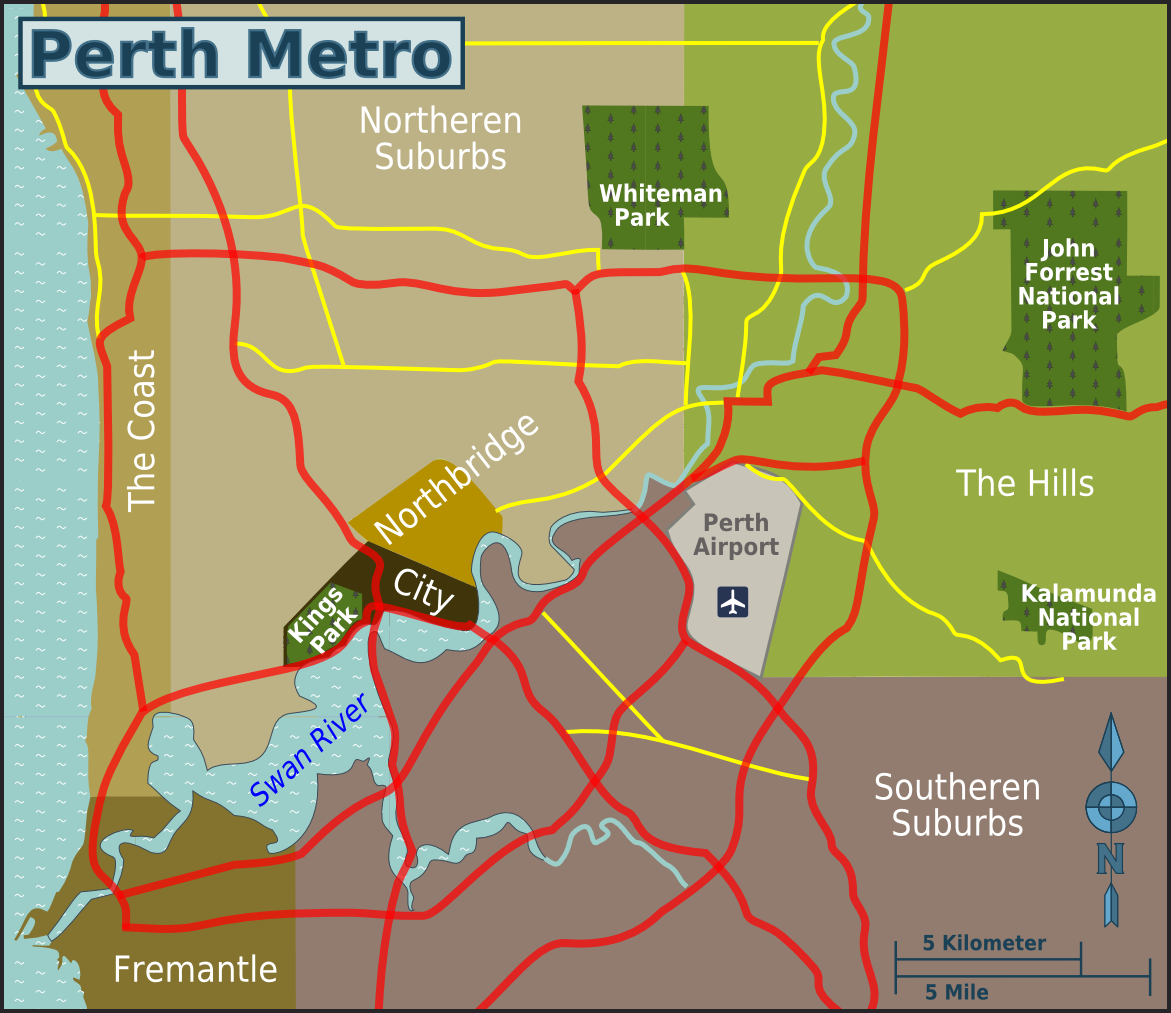
Kaart van Perth

Perth Airport (IATA: PER, ICAO: YPPH) ligt in het oosten van de stad. Vanop de luchthaven worden zowel regionale, nationale als internationale vluchten verzorgd. In het zuiden van de stad ligt Jandakot Airport (IATA: JAD, ICAO: YPJT) die de algemene luchtvaart faciliteert. In Bullsbrook ligt een militair vliegveld, 'RAAF Pearce' (ICAO: YPEA).
Perth heeft een wegennetwerk met drie 'freeways' en negen stedelijke 'highways'. Perths enige substantiële tunnel, de 1,6 kilometer lange 'Northbridge Tunnel', maakt deel uit van de 'Graham Farmer Freeway'.
Het openbaar vervoer van de stad, bestaande uit treinen, veerboten en bussen wordt door Transperth georganiseerd. In het stadscentrum wordt gratis openbaar vervoer aangeboden in de 'Free Transit Zone'. Van 1899 tot 1958 bestond er een tramnet.  Het openbaar vervoer dat verder landinwaarts rijdt, wordt door Transwa verzorgd. De Prospector is een reizigerstrein die Perth met Kalgoorlie verbindt. De Avonlink en Merredinlink rijden over dezelfde spoorwegen als de Prospector - de Eastern Railway en de Eastern Goldfields Railway - maar hebben meer stops. Ze rijden niet tot Kalgoorlie maar tot respectievelijk Northam en Merredin.
De Indian Pacific van Journey Beyond is een reizigerstrein die Perth met Adelaide en Sydney verbindt.
Perths belangrijkste passagier- en containerhaven is de binnenhaven van Fremantle - aan de monding van de rivier de Swan. De buitenhaven van Fremantle - aan de Cockburn Sound gelegen - is een van Australiës belangrijkste bulkvrachthavens.

### Nutsbedrijven

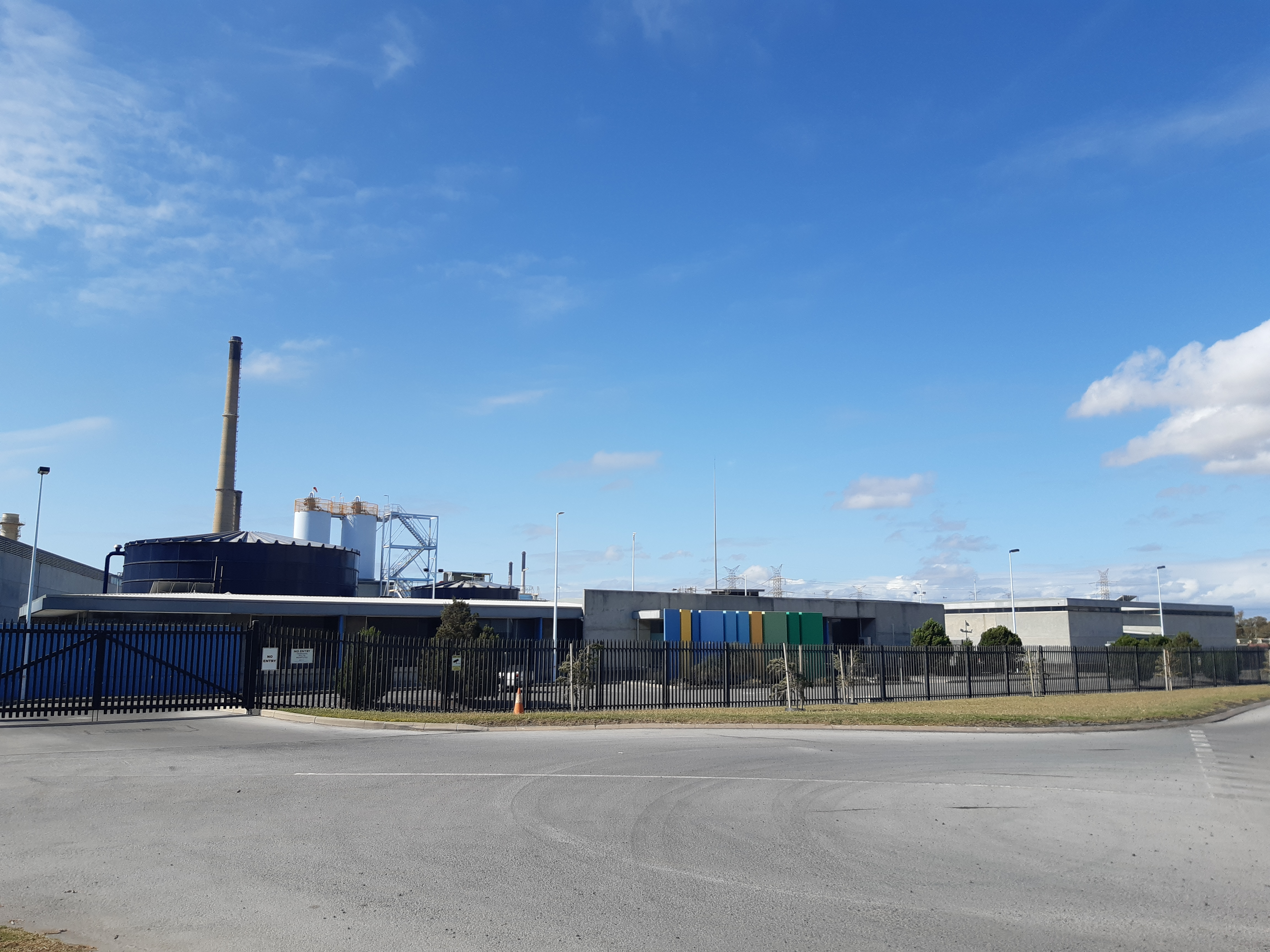
'Perth seawater desalination plant' in Kwinana

Perths elektriciteitsproductie, -distributie en -levering is grotendeels in handen van twee West-Australische overheidsondernemingen. 'Synergy' produceert en verdeelt elektriciteit, geproduceerd door middel van steenkool-, biomassa-, gascentrales en een windmolenpark. Het fysieke distributienet is in handen en wordt onderhouden door 'Western Power'.
In Perth kan men voor de aankoop van gas bij 'Alinta Energy' en 'Kleenheat' terecht. 'Alinta Energy' is een voormalig overheidsbedrijf en monopolist, geprivatiseerd in 1998. Kleenheat maakt deel uit van Wesfarmers.
De 'Water Corporation' is de belangrijkste leverancier van drinkbaar water alsook van afvalwater- en rioleringsdiensten in Perth en West-Australië. Het is een overheidsbedrijf. Door Perths stijgende bevolkingsaantal en het veranderende klimaat werd in 2006 een eerste ontziltingsinstallatie in Kwinana en in 2011 een tweede in Binningup in dienst genomen. Ze waren in 2019 goed waren voor 45% van de drinkwaterproductie. Sinds 2017 wordt nagedacht over de bouw van een tweede installatie in Kwinana en een eerste installatie in de noordelijke buitenwijk Alkimos.

## Stedenbanden
- Chengdu (China)
- Grenoble (Frankrijk)
- Houston (Verenigde Staten)
- Kagoshima (Japan)
- Megisti (Griekenland)
- Nanjing (China)
- Perth (Schotland)
- Rodos (Griekenland)
- San Diego (Verenigde Staten)
- Seoel (Zuid-Korea)
- Vasto (Italië)

## Bekende inwoners van Perth

### Geboren
- Rolf Harris (1930-2023), muzikant, televisie-entertainer en schilder
- Judy Davis (1955), actrice
- Jackie Fairweather (1967), atlete
- Stan Lazaridis (1972), voetballer
- Tim Minchin (1975), komiek
- Simone McAullay (1976), actrice
- Michael Petković (1976), voetballer
- Nicole Sanderson (1976), beachvolleyballer
- Heath Ledger (1979-2008), acteur
- Kym Howe, (1980), atlete
- Brad Jones, (1982), voetballer
- Ryan Bayley (1982), baanwielrenner
- John Steffensen (1982), sprinter
- Sarah Tait (1983), roeister
- Lisa De Vanna (1984), voetbalster
- Sally Foster (1985), zwemster
- Karl Reindler (1985), autocoureur
- Eamon Sullivan (1985), zwemmer
- Gillian Alexy (1986), actrice
- Kyle Anderson (1987-2021), darter
- Damon Heta (1987), darter
- Gemma Ward (1987), fotomodel
- Daniel Ricciardo (1989), autocoureur
- Tommaso D'Orsogna (1990), zwemmer
- Blair Evans (1991), zwemster
- Trent Sainsbury (1992), voetballer
- Dacre Montgomery (1994), acteur
- Robert Power (1995), wielrenner
- Jai Hindley (1996), wielrenner
- Katherine Langford (1996), actrice
- Brianna Throssell (1996), zwemster
- Josephine Langford (1997), actrice

### Overleden
- John Winter (1924-2007), hoogspringer
- Kevin Peek (1946-2013), gitarist